# Cimadevila
Cimadevila en galicien (nom officiel), ou Cimadevila en castillan, est un hameau de la parroquia (paroisse civile) de San Miguel de Pereira (gl) dans le municipio (canton ou commune) d'O Pino, comarque de Arzúa, province de La Corogne, communauté autonome de Galice, au nord-ouest de l'Espagne.
Ce hameau du municipio d' O Pino est traversé par le Camino francés du Pèlerinage de Saint-Jacques-de-Compostelle.

## Patrimoine et culture

### Pèlerinage de Compostelle
Le Camino francés du Pèlerinage de Saint-Jacques-de-Compostelle traverse le hameau de Cimadevila (Cimadevila en castillan), en venant du hameau d'O Amenal (Amenal en castillan) dans le municipio (canton) d'O Pino.
La halte suivante est le hameau de San Paio (San Paio en castillan), dans le municipio de Santiago de Compostela, après avoir franchi les modestes hauteurs de Alto de Barreira et avoir contourné par le nord l'aéroport international de Lavacolla.